# Alejandro Kaufman
Alejandro Kaufman (Buenos Aires, 1954) es profesor universitario, crítico cultural y ensayista. Es profesor titular regular en la Universidad de Buenos Aires y en la Universidad Nacional de Quilmes e investigador del Instituto de Investigaciones Gino Germani, dependiente de la Facultad de Ciencias Sociales (UBA). Fue profesor visitante en las universidades de Bielefeld, San Diego, Zürich y ARCIS, Santiago de Chile, y en la École des Hautes Études en Sciences Sociales. Es miembro fundador de la revista Pensamiento de los Confines e integrante de su comité de dirección. En 2012 Ediciones La Cebra publicó su libro "La pregunta por lo acontecido. Ensayos de anamnesis en la Argentina del presente".

## Artículos
- "Sobre el consentimiento como legado de la dictadura" (2018) Archivado el 27 de marzo de 2018 en Wayback Machine.
- "Animales sueltos" (2014)
- "Sobre el silencio y las palabras: Vaticano y dictadura" (2013)
- "Qué (no) hacer frente a los crímenes" (2009)
- "Sobre vocablos necesarios pero insuficientes" (2007)
- "Aduanas de la memoria. A propósito de Tiempo Pasado de Beatriz Sarlo" (2006)
- "Cromañón: crítica de la sinrazón doliente" (2005)
- "Cromañón: culpa y peligro" (2005)
- "Apuntes sobre la experiencia universitaria I" (2004)

## Textos breves
- "Feminismo y masculinidad" (2017)
- "Superar la confusión" (TV de archivo) (2010)
- "Para ver Gran Cuñado" (2009)
- "Éxtasis de la blogosfera" (2007)
- "Museo del Nunca Más" (2004)

## Entrevistas
- por La Tecla Ñ, mayo de 2011
- "Todos los días nos invaden los marcianos" (2008)
- por El río sin orillas, julio de 2007
- "Uno no constituye una acción política por los ahorros" (2002)

## Otros enlaces
- www.rayandolosconfines.com
- "La pregunta por lo acontecido" (2012)[1]